# أرنو فيشر
أرنو فيشر (بالألمانية: Arno Fischer)‏ هو مصور موضة ومصور ألماني، ولد في 14 أبريل 1927 في برلين في ألمانيا، وتوفي في 13 سبتمبر 2011 في نويشتريليتز في ألمانيا.

## وصلات خارجية
- الموقع الرسمي
- أرنو فيشر على موقع ديسكوغز (الإنجليزية)